# Varola
Varola är kyrkbyn i Varola socken i Skövde kommun i Västergötland, belägen cirka tio kilometer sydost om tätorten Skövde. Den ligger vid ån Ösan och domineras av jordbruksmark.
På orten finns Varola kyrka och en förskola. Tidigare fanns en lanthandel som lades ner 2014, en skola som lades ner 2019 och en missionskyrka som upphörde 2010.
På senare delen av 1800-talet fanns vadmalsstamp, färgeri och såg i byn.

## Historia
Varola hette från början Valora. Namnet omtalas ett par gånger på medeltiden, 1312 som de Valoro och 1474 som Valora. Namnet skrevs 1312 Valoro. Förledet kan innehålla valr, 'rund', då syftande på den nästan runda höjd kyrkan ligger på. Efterleden innehåller ora, 'stenig skogsbacke' här i betydelsen 'höjd. Namnformen Varola med bokstäverna omkastade började användas på 1600-talet.
Byn har historiskt bestått av åtta hemman och en kyrkoåker, nämnda redan i mitten på 1500-talet:
- 1, Storegården, skattehemman om 1 mantal,
- 2, Skattegården, skattehemman om 1 mantal,
- 3, Lillegården, skattehemman om 1/4 mantal,
- 4, Gallegården, skattehemman om 1 mantal, gården har namn efter en åbo Anders Galle, nämnd i jordeboken 1611,
- 5, Nolgården, skattehemman om 1/2 mantal,
- 6, Snickaregården, skattehemman om 1/2 mantal, gården har namn efter Sven Snickare, nämnd i jordeboken 1600,
- 7, Logården (ursprungligen Luckegården), frälsehemman om 1 mantal, hur namnet ska tolkas är oklart,
- 8, Prästbolet (ursprungligen Varola Stom), kronohemman om 1 mantal, kyrkoherdeboställe, senare avsöndrat till ett enstaka hemman.
- 9, en åker, första gången i jordeboken 1552 som en kyrkoåker. På platsen har Varola nya kyrka byggts.

## Fornlämningar
Från järnåldern finns två gravfält, stensättningar och domarringar.